# Isole Tupinambarana
Le Isole Tupinambarana (in portoghese: Ilha Tupinambarana) veniva applicato a un'isola fluviale circondata dal Rio delle Amazzoni nei suoi bracci (Rio delle Amazzoni, Madeira, Sucunduri e Abacaxis) nello Stato Amazonas del Brasile. 

## Geografia
Attualmente, è stata tagliata in quattro parti completamente separate da canali naturali come quello che la isolava dal resto della terraferma del Sud America. Dunque non si tratta più di un'unica isola, ma di quattro isole. L'area totale di queste isole ammonta a circa 11.850 km², rendendola l'Isola Tupinambarana la seconda maggiore isola fluviale nel mondo, dopo l'Isola Bananal.
Il gruppo di isole è per la maggior parte coperto dalla selva, ed è accessibile soltanto per fiume o aria. Ha una piccola catena montuosa, e vi si trova la città di Parintins, nota per il suo festival folklorico. Esistono resti di un villaggio costruito negli anni trenta del XX secolo da coloni giapponesi che coltivavano la juta.